# Formação do governo italiano em 2022
Nas eleições gerais italianas de 2022, a coalizão de centro-direita liderada pelos Irmãos de Itália (FdI) de Giorgia Meloni conquistou a maioria absoluta dos assentos no Parlamento italiano. Em 20 de outubro, poucos dias após as eleições dos presidentes das duas casas do Parlamento, Ignazio La Russa do FdI em 13 de outubro para o Senado da República, e Lorenzo Fontana da Liga em 14 de outubro para a Câmara dos Deputados, começaram oficialmente as consultas sobre a formação de um novo governo.
O Governo foi anunciado em 21 de outubro e foi oficialmente empossado no dia seguinte. Foi a formação de governo mais rápida da história da Itália republicana. O primeiro Governo chefiado por uma primeira-ministra da Itália, foi descrito de várias maneiras como uma mudança para a direita política, bem como o primeiro governo italiano liderado pela extrema-direita desde a Segunda Guerra Mundial.

## Desenvolvimentos pós-eleitorais

### Eleição dos parlamentares
Em 13 de outubro, La Russa da FdI foi eleito Presidente do Senado da República. Ele é o primeiro político de origem neofascista e proveniente de um partido pós-fascista a ocupar o cargo, que é o segundo cargo mais alto da República Italiana. Ele foi proclamado presidente por Liliana Segre, senadora vitalícia e sobrevivente do Holocausto, que presidiu a sessão do Senado por ser a senadora mais velha. Em 14 de outubro, Lorenzo Fontana, que é amplamente visto como um ultraconservador por suas visões antiaborto e anti-LGBT de longa data, foi eleito Presidente da Câmara dos Deputados pela Liga.

### Tensões dentro da coalizão de centro-direita
Imediatamente após a primeira reunião da nova legislatura, a XIX legislatura da Itália, as tensões começaram a crescer dentro da coalizão de centro-direita. Em 13 de outubro, o Força Itália (FI) de Silvio Berlusconi recusou-se a apoiar a candidatura de La Russa à presidência do Senado da República. Ele conseguiu ser eleito obtendo 116 votos em 206 no primeiro turno, graças ao apoio dos partidos da oposição à coalizão de centro-direita.
As tensões cresceram ainda mais, em particular entre Berlusconi e Meloni, a quem Berlusconi descreveu como "condescendente, autoritário, arrogante" e "ofensivo" em uma série de notas escritas no Senado. Além disso, as opiniões de Berlusconi sobre a invasão russa da Ucrânia e sobre Vladimir Putin, com quem ele disse que estava reavivando sua amizade e alegou ter recebido vodka como presente e trocado cartas, durante uma sessão de grupo da FI vazaram através um áudio. Meloni declarou que "a Itália, de cabeça erguida, faz parte da Europa e da aliança atlântica", antes de acrescentar: "Quem não concorda com esta pedra fundamental não pode fazer parte do governo, ao custo de não ter um governo".

### Governo Meloni
Durante conversas com o presidente Sergio Mattarella em 20 de outubro, delegados do Partido Democrático, Movimento 5 Estrelas, Ação – Itália Viva, Pelas Autonomias e vários subgrupos do Grupo Misto declararam que não apoiariam um governo liderado por Meloni durante votos de confiança. No dia seguinte, os delegados da FdI, da Liga, da FI e da Civics of Italy, bem como dos Moderados Us e do subgrupo Movimento Associativo Italianos no Exterior do Grupo Misto, que juntos detinham 237 assentos de 400 na câmara baixa e 116 assentos de 206 na câmara alta, anunciou a Mattarella que chegaram a um acordo para formar um governo de coalizão com Meloni como primeira-ministra. À tarde, Mattarella convocou Meloni ao Palácio do Quirinal e deu-lhe a tarefa de formar um novo governo, que foi oficialmente empossado em 22 de outubro.

### Votos de investidura
Em 25 de outubro, Meloni fez seu primeiro discurso oficial como primeira-ministra na frente da Câmara dos Deputados, antes do voto de confiança em seu governo. Durante seu discurso, ela destacou o peso de ser a primeira mulher a ocupar o cargo de chefe do governo italiano. Meloni agradeceu a várias mulheres italianas, incluindo Tina Anselmi, Samantha Cristoforetti, Grazia Deledda, Oriana Fallaci, Nilde Iotti, Rita Levi-Montalcini e Maria Montessori, que ela disse, "com as pranchas de seus próprios exemplos, construíram a escada que hoje me permite subir e quebrar o pesado teto de vidro colocado sobre nossas cabeças." Mais tarde naquele mesmo dia, a Câmara dos Deputados aprovou o Governo Meloni com 235 votos a favor, 154 votos contra e 5 abstenções. Em 26 de outubro, o Senado da República aprovou o Governo Meloni com 115 votos a favor, 79 contra e 5 abstenções de grupos autônomos menores. Os senadores vitalícios Elena Cattaneo e Mario Monti se abstiveram, enquanto os senadores vitalícios Liliana Segre, Carlo Rubbia, Renzo Piano e Giorgio Napolitano não estiveram presentes durante a votação.
| 25–26 de outubro de 2022 Votos de investidura para o Governo Meloni | 25–26 de outubro de 2022 Votos de investidura para o Governo Meloni | 25–26 de outubro de 2022 Votos de investidura para o Governo Meloni | 25–26 de outubro de 2022 Votos de investidura para o Governo Meloni |
| Casa do Parlamento                                                  | Voto                                                                | Partidos                                                            | Votos                                                               |
| ------------------------------------------------------------------- | ------------------------------------------------------------------- | ------------------------------------------------------------------- | ------------------------------------------------------------------- |
| Câmara dos Deputados (Votos: 389 de 400, Maioria: 195)              | Sim                                                                 | FdI, Lega, FI, Grupo Misto                                          | 235 / 389                                                           |
| Câmara dos Deputados (Votos: 389 de 400, Maioria: 195)              | Não                                                                 | PD, M5S, A–IV, AVS, +E                                              | 154 / 389                                                           |
| Câmara dos Deputados (Votos: 389 de 400, Maioria: 195)              | Abstenção                                                           | SVP, ScN                                                            | 5 / 400                                                             |
| Senado da República (Votos: 199 de 206, Maioria: 98)                | Sim                                                                 | FdI, Lega, FI, Grupo Misto                                          | 115 / 199                                                           |
| Senado da República (Votos: 199 de 206, Maioria: 98)                | Não                                                                 | PD, M5S, A–IV, AVS, Cb                                              | 79 / 199                                                            |
| Senado da República (Votos: 199 de 206, Maioria: 98)                | Abstenção                                                           | SVP, ScN, senadores vitalícios                                      | 5 / 199                                                             |